# Университет имени имама Хусейна
Университе́т и́мени има́ма Хусе́йна (перс. دانشگاه امام حسین‎) — высшее военное учебное заведение профессионального образования, для обучения, подготовки и повышения квалификации военных и гражданских специалистов. Расположен в северо-восточной части Тегерана в Иране. Назван в честь Хусейна ибн Али — третьего шиитского имама.

## Основные сведения
Университет им. Имама Хосейна был открыт в 1986 году. В настоящее время организационно включает два высших учебных заведения: Высшее военное офицерское училище и Открытый университет.
Офицерское училище состоит из факультетов военной науки, технических, естественных и социальных наук и подготавливает офицеров для Корпуса Стражей Исламской революции.
Открытый  университет принимает студентов по результатам вступительных экзаменов на обучение по программе бакалавриата по специальностям: электротехника, компьютерная инженерия, машиностроение, гражданское строительство, аэрокосмическая техника, промышленная инженерия, информационные технологии, математика (прикладная), физика, химия, биология молекулярных клеток и микробиология, авиация, политическая география, военная наука, гражданская оборона, право, промышленное управление, экономика, логистика, физическая культура и спорт, политические науки.
Есть сведения об участии университета в ядерной программе Ирана.